# الحنانة (المفلحي)

تعديل مصدري - تعديل

الحنانة هي إحدى قرى عزلة المفلحي بمديرية المفلحي التابعة لمحافظة لحج، بلغ تعداد سكانها 162 نسمة حسب تعداد اليمن لعام 2004.